# Gonolobus croceus
Gonolobus croceus är en oleanderväxtart som beskrevs av W.D.Stevens. Gonolobus croceus ingår i släktet Gonolobus och familjen oleanderväxter. Inga underarter finns listade i Catalogue of Life.